# Nuoto ai campionati europei di nuoto 2018 - 200 metri dorso femminili
La gara dei 200 metri dorso femminili degli Europei 2018 si è svolta l'8 e 9 agosto 2018. Al mattino dell'8 agosto si sono svolte le batterie e nel pomeriggio le semifinali, mentre la finale si è disputata nel pomeriggio del 9 agosto.

## Podio
| Pos.    | Atleta              | Nazione  |
| ------- | ------------------- | -------- |
| Oro     | Margherita Panziera | Italia   |
| Argento | Dar'ja Ustinova     | Russia   |
| Bronzo  | Katalin Burián      | Ungheria |

## Record
Prima della manifestazione il record del mondo (RM), il record europeo (EU) e il record dei campionati (RC) erano i seguenti:
|  | 2'04"06 | Missy Franklin      | 3 agosto 2012 Londra |
|  | 2'04"94 | Anastasia Zuyeva    | 1º agosto 2009 Roma  |
|  | 2'06"62 | Krisztina Egerszegi | 25 agosto 1991 Atene |

Durante la competizione è stato migliorato il seguente record:
|  | 2'06"18 | Margherita Panziera |

## Risultati

### Batterie
| Pos. | Batteria | Corsia | Atleta              | Nazionalità | Tempo       | Note        |
| ---- | -------- | ------ | ------------------- | ----------- | ----------- | ----------- |
| 1    | 2        | 4      | Dar'ja Ustinova     | Russia      | 2'08"89     | Q           |
| 2    | 1        | 5      | Katalin Burián      | Ungheria    | 2'10"22     | Q           |
| 3    | 1        | 3      | Anastasia Avdeeva   | Russia      | 2'10"31     | Q           |
| 4    | 1        | 4      | Margherita Panziera | Italia      | 2'10"32     | Q           |
| 5    | 2        | 3      | Jenny Mensing       | Germania    | 2'11"23     | Q           |
| 6    | 2        | 6      | Cristina García     | Spagna      | 2'12"59     | Q           |
| 7    | 2        | 5      | Daryna Zevina       | Ucraina     | 2'12"90     | Q           |
| 8    | 2        | 0      | Gabriela Georgieva  | Bulgaria    | 2'13"11     | Q           |
| 9    | 2        | 1      | Ekaterina Avramova  | Turchia     | 2'13"40     | Q           |
| 10   | 3        | 2      | Simona Baumrtová    | Rep. Ceca   | 2'13"45     | Q           |
| 11   | 3        | 3      | Polina Egorova      | Russia      | 2'13"68     |             |
| 12   | 2        | 7      | Tessa Vermeulen     | Paesi Bassi | 2'13"70     | Q           |
| 13   | 2        | 2      | Kathryn Greenslade  | Regno Unito | 2'13"75     | Q           |
| 14   | 3        | 5      | Lisa Graf           | Germania    | 2'13"77     | Q           |
| 15   | 3        | 6      | África Zamorano     | Spagna      | 2'14"30     | Q           |
| 16   | 1        | 8      | Lena Grabowski      | Austria     | 2'15"30     | Q           |
| 17   | 3        | 9      | Aviv Barzelay       | Israele     | 2'15"46     | Q           |
| 18   | 3        | 7      | Shahar Menahem      | Israele     | 2'15"58     |             |
| 19   | 1        | 0      | Signhild Joensen    | Fær Øer     | 2'15"84     |             |
| 20   | 1        | 6      | Carlotta Toni       | Italia      | 2'16"53     |             |
| 21   | 3        | 1      | Weronika Górecka    | Polonia     | 2'16"60     |             |
| 22   | 2        | 9      | Victoria Bierre     | Danimarca   | 2'16"75     |             |
| 23   | 2        | 8      | Anastasya Gorbenko  | Israele     | 2'16"89     |             |
| 24   | 3        | 8      | Karolina Hájková    | Slovacchia  | 2'17"20     |             |
| 25   | 3        | 0      | Vilma Ruotsalainen  | Finlandia   | 2'18"58     |             |
| 26   | 1        | 1      | Aleksa Gold         | Estonia     | 2'18"95     |             |
| 27   | 1        | 2      | Maryna Kolesnykova  | Ucraina     | 2'19"22     |             |
| 28   | 1        | 7      | Agata Naskręt       | Polonia     | 2'20"19     |             |
| 29   | 1        | 9      | Fjorda Šabani       | Kosovo      | 2'27"71     |             |
| DNS  | 3        | 4      | Katinka Hosszú      | Ungheria    | Non partita | Non partita |

### Semifinali

#### Semifinale 1
| Pos. | Corsia | Atleta              | Nazionalità | Tempo   | Note |
| ---- | ------ | ------------------- | ----------- | ------- | ---- |
| 1    | 5      | Margherita Panziera | Italia      | 2'07"27 | Q    |
| 2    | 4      | Katalin Burián      | Ungheria    | 2'07"65 | Q    |
| 3    | 1      | África Zamorano     | Spagna      | 2'11"69 | Q    |
| 4    | 2      | Simona Baumrtová    | Rep. Ceca   | 2'12"02 |      |
| 5    | 3      | Cristina García     | Spagna      | 2'12"67 |      |
| 6    | 6      | Gabriela Georgieva  | Bulgaria    | 2'13"19 |      |
| 7    | 7      | Kathryn Greenslade  | Regno Unito | 2'13"96 |      |
| 8    | 8      | Aviv Barzelay       | Israele     | 2'15"41 |      |

#### Semifinale 2
| Pos. | Corsia | Atleta             | Nazionalità | Tempo   | Note |
| ---- | ------ | ------------------ | ----------- | ------- | ---- |
| 1    | 4      | Dar'ja Ustinova    | Russia      | 2'08"19 | Q    |
| 2    | 3      | Jenny Mensing      | Germania    | 2'08"92 | Q    |
| 3    | 1      | Lisa Graf          | Germania    | 2'09"32 | Q    |
| 4    | 5      | Anastasia Avdeeva  | Russia      | 2'09"54 | Q    |
| 5    | 6      | Daryna Zevina      | Ucraina     | 2'11"17 | Q    |
| 6    | 7      | Tessa Vermeulen    | Paesi Bassi | 2'13"32 |      |
| 7    | 2      | Ekaterina Avramova | Turchia     | 2'14"13 |      |
| 8    | 8      | Lena Grabowski     | Austria     | 2'15"08 |      |

### Finale
| Pos. | Corsia | Atleta              | Nazionalità | Tempo   | Note |
| ---- | ------ | ------------------- | ----------- | ------- | ---- |
|      | 4      | Margherita Panziera | Italia      | 2'06"18 |      |
|      | 3      | Dar'ja Ustinova     | Russia      | 2'07"12 |      |
|      | 5      | Katalin Burián      | Ungheria    | 2'07"43 |      |
| 4    | 2      | Lisa Graf           | Germania    | 2'08"58 |      |
| 5    | 7      | Anastasia Avdeeva   | Russia      | 2'10"03 |      |
| 6    | 6      | Jenny Mensing       | Germania    | 2'10"77 |      |
| 7    | 1      | Daryna Zevina       | Ucraina     | 2'10"89 |      |
| 8    | 8      | África Zamorano     | Spagna      | 2'11"55 |      |